# Les Copains d'abord (album de Georges Brassens)
 (mars 2022).
Si vous disposez d'ouvrages ou d'articles de référence ou si vous connaissez des sites web de qualité traitant du thème abordé ici, merci de compléter l'article en donnant les références utiles à sa vérifiabilité et en les liant à la section « Notes et références ».
Pour les articles homonymes, voir Les Copains d'abord (homonymie).
Albums de Georges Brassens
Les Trompettes de la renommée
(1962) Supplique pour être enterré à la plage de Sète
(1966)
Les Copains d’abord est le dixième album édité en France du chanteur Georges Brassens. Sorti sans titre à l'origine, il est identifié par celui de la première chanson du disque. L’édition originale est sortie en novembre 1964.

## Caractéristiques artistiques
Les Copains d'abordVéritable hymne à l’amitié, cette chanson est l’une des plus connues de Brassens. Elle fut écrite pour le film Les Copains d'Yves Robert, comédie sortie sur les écrans le 14 janvier 1965.
Les 4 z'artsPied de nez adressé à la mort sous la forme d'une parodie d'enterrement estudiantin, référence au bal des Quat'z'Arts.
Le Petit Joueur de flûteauSur une musique et des paroles aux tournures médiévales, Brassens nous narre la geste d'un musicien qui n'a d'autre ambition que d'être ce qu'il est.
La TondueAppel à la compassion pour les femmes qui furent tondues aux lendemains de la Libération.
Le 22 septembre...
Les Deux OnclesChanson antimilitariste où le locuteur juge que maintenant que ses oncles – Martin (qui aimait les « Tommies », c'est-à-dire les Anglais) et Gaston (qui aimait les « Teutons », désignation dépréciative des Allemands) – sont morts, que les conflits meurtriers qui les ont opposés autrefois sont révolus et n'intéressent plus personne, il convient de tourner la page et refuser plus que jamais tout forme d'engagement violent pour des idées, et « au lieu de mettre en joue quelque vague ennemi, mieux vaut attendre un peu qu'on le change en ami. » Cette chanson a été très critiquée par une partie de la presse, qui reprochait à Brassens de mettre toutes les idées dans le même sac en ne faisant pas de distinction de nature entre la Résistance pour la liberté contre les Nazis et la collaboration active ou passive avec eux. Brassens développera et affinera son propos dans « Mourir pour des idées », en 1972.
Vénus callipygeChanson à la gloire des belles fesses de femme (callipyge vient du Grec Kαλός / kalόs = « bon, beau », et de πυγή / pugế = « fesse »).
Le Mouton de Panurge...
La route aux 4 chansons...
Saturne...
Le Grand Pan...

## Titres
Toutes les chansons sont écrites et composées par Georges Brassens.
Face 1
| No | Titre                                               | Durée      |
| -- | --------------------------------------------------- | ---------- |
| 1. | Les Copains d'abord (thème du film « Les Copains ») | 4 min 01 s |
| 2. | Les 4 z'arts                                        | 4 min 33 s |
| 3. | Le Petit Joueur de flûteau                          | 3 min 38 s |
| 4. | La Tondue                                           | 2 min 48 s |
| 5. | Le 22 septembre                                     | 3 min 32 s |

Face 2
| No | Titre                   | Durée      |
| -- | ----------------------- | ---------- |
| 1. | Les Deux Oncles         | 4 min 22 s |
| 2. | Vénus callipyge         | 3 min 44 s |
| 3. | Le Mouton de Panurge    | 3 min 30 s |
| 4. | La Route aux 4 chansons | 2 min 53 s |
| 5. | Saturne                 | 2 min 54 s |
| 6. | Le Grand Pan            | 4 min 18 s |

## Musiciens
- Georges Brassens : chant, guitare rythmique
- Barthélémy Rosso : guitare soliste
- Pierre Nicolas : contrebasse

## Production
- Prise de son : ?
- Production exécutive : Georges Meyerstein-Maigret
- Photo pochette : Jacques Aubert

## Discographie liée à l’album

### Disques45 tours
Seules les premières éditions sont listées ci-dessous.
Identifications :
SP (Single Playing) = Microsillon 45 tours/17 cm (2 titres).
EP (Extended Playing) = Microsillon 45 tours/17 cm (3 ou 4 titres), ou super 45 tours.
- 1964 : SP Philips, coll. « Succès » (B 373.478 F).

– Face 1 : Les Copains d’abord (thème du film « Les Copains »).
– Face 2 : La Route aux 4 chansons.
- 1964 : SP Philips, coll. « Succès » (B 373.577 F).

– Face 1 : Le 22 septembre.
– Face 2 : Le Petit Joueur de flûteau.
- Janvier 1965 : Bande originale du film d'Yves Robert « Les Copains », EP Philips (437.004 BE).

– Face 1 : Les Copains d'abord (interprété par Georges Brassens) – Balade à vélo (musique de José Berghmans).
– Face 2 : Le Réveil d'Ambert (musique de José Berghmans) – Les Copains d'abord (chœur des copains).
- Mai 1965 : EP Philips, 19e série (437.042 BE).

– Face 1 : Les Copains d’abord (thème du film « Les Copains ») – La Route aux 4 chansons.
– Face 2 : Le 22 septembre – Le Mouton de Panurge.
- Mai 1965 : EP Philips, 20e série (437.067 BE).

– Face 1 : Les Deux oncles – Saturne.
– Face 2 : Vénus callipyge – Le Petit Joueur de flûteau.
- Janvier 1966 : EP Philips, 21e série (437.132 BE).

– Face 1 : Les 4 z’arts.
– Face 2 : La Tondue – Le Grand Pan.

### Rééditions de l’album
Identifications :
LP (Long Playing) : Microsillon 33 tours/30cm,
CD (Compact Disc) = Disque compact
Réédité sous diverses présentations, seules les premières rééditions de chacune d’elles sont listées ci-dessous.
- Septembre 1965 : LP Philips, coll. « Les grands auteurs & compositeurs interprètes », n° 8 (D-P 77.894L).

– Pochette : photographie réalisée par Pierre Cordier, en couverture. Commentaires de René Fallet, au verso.
– Gravure : monophonique.
- 1965 : LP Philips, coll. « Les grands auteurs & compositeurs interprètes », n° VIII (T 844.757 BY).

– Pochette : imitation bois en couverture, photo réalisée par Jacques Aubert. Commentaires de René Fallet, au verso.
– Gravure universelle : stéréo/mono.
- 1968 : LP Les Copains d’abord, Philips, coll. « Les grands auteurs & compositeurs interprètes », n° 8 (U 6397 010).

– Pochette ouvrante : photos de couverture réalisées par Jacques Denimal. Les pages intérieures, illustrées de photographies, contiennent les paroles des chansons et les commentaires de René Fallet.
– Gravure : stéréophonique.
- Octobre 1996 : CD Philips/Mercury-PolyGram, coll. « Les grands auteurs & compositeurs interprètes », n° VIII (532 358-2).

– Reproduction du recto de la pochette originale en couverture du livret. Commentaires de René Fallet.
- 1998 : CD Philips/Mercury-PolyGram (536 821-2).

– Digipak avec reproduction du recto de la pochette originale en couverture du livret.
- Septembre 2001 : CD Les Copains d’abord, Philips/Mercury-PolyGram, n° 8 (532 358-2).

– Reproduction recto/verso de la pochette réalisée par Jacques Denimal, en couverture du livret. Commentaires de René Fallet.
- Novembre 2010 : CD Mercury/Universal (274 919-6)[3].

– Réplique recto/verso de la pochette originale.